# Procédure Renault
Procédure Renault est un terme utilisé en référence à loi belge du 13 février 1998, relative aux licenciements collectifs ,. Le terme a ses origines dans un licenciement collectif drastique en 1997 dans l'usine Renault Industrie Belgique S.A (en) du constructeur automobile Renault à Vilvorde, commune limitrophe de Bruxelles en Belgique.
Il s'est ensuivi une loi en 1998, appelée communément «loi Renault» ou «procédure Renault ».

## Contexte Historique
Le terme est né à la suite de la fermeture de l'usine Renault en 1997. En février 1997, le constructeur automobile Renault annonce la fermeture de son usine de Vilvorde avec la perte de 3 097 emplois. Les suppressions d'emplois ont été annoncées sans aucune consultation ni avertissement préalable. L'annonce provoque des tensions sociales, entre autres des grèves et d'autres actions aux niveaux belge et européen en faveur des travailleurs concernés. 
En raison de la nature controversée de la fermeture, le gouvernement belge a habilité le Conseil national du travail (CNT) à faire rapport sur la procédure de consultation. Par la suite, sur recommandation du CNT, une loi, connue sous le nom de loi Renault a été adoptée le 13 février 1998 et publiée au Moniteur belge le 19 février 1998 . 
La loi a ajouté des exigences supplémentaires en plus de deux lois existantes de 1975/1976 sur les procédures nécessaires lorsqu'un employeur du secteur privé procède à un licenciement collectif.

## Champ d'application et principes
La loi s'applique aux employeurs du secteur privé qui ont l'intention de procéder à un licenciement collectif, défini tel quel:
- Entreprise de 20 à moins de 100 personnes, licenciement de 10 travailleurs au minimum,
- Entreprise de 100 à moins de 300 personnes, licenciement de 10% des travailleurs,
- Entreprise de plus de 300 personnes, licenciement de 30  travailleurs au minimum.

Par travailleurs, on entend les personnes liées par un contrat de travail en Belgique.
Elle ne s'applique pas aux faillites (fermeture d'entreprise qui résulte d'une décision de justice). 
La loi prévoit différentes phases d'information et de consultations. L'employeur doit également écouter et répondre aux questions des travailleurs sur les licenciements. La loi impose également à l'employeur l'obligation de payer une indemnité particulière aux travailleurs concernés par ce licenciement collectif.

## Cas récents et statistiques
Depuis sa promulgation, la procédure Renault a été enclenchée plusieurs dizaines de fois par an, entre autres lors des licenciements collectifs chez la société aérospatiale SONACA en 2009, la fermeture du haut fourneau à Carsid à Marchienne-au-Pont  en juillet 2012, la fermeture partielle et les reductions d'emplois chez Duferco La Louvière en décembre 2012 ,  les licenciements à l'usine d'assemblage automobile Ford à Genk en octobre 2012, la fermeture de l'usine Caterpillar Inc à Gosselies en février 2013, la fermeture du haut-fourneau chez ArcelorMittal Liege en mars 2013. 
En 2013, elle a été initiée 132 fois contre 81 fois en 2019. Le Ministère de l'emploi publie des statistiques trimestrielles relatives à la procédure et loi dite  Renault».  